# Vincent Ier de Guastalla
Pour les articles homonymes, voir Guastalla.
Vincent de Gonzague de Guastalla (1634 – 28 avril 1714) est un noble italien, quatrième duc de Guastalla de 1693 à 1714, avec une interruption entre 1702 et 1714. Il est le fils d'André de Guastalla, comte de San Paolo, et petit-fils de Ferdinand II de Guastalla, comte puis duc de Guastalla.

## Biographie
Après un premier mariage sans héritier, avec Théodora Portia Guidi di Bagno (?-1672), il s'est marié en 1679 avec Marie-Victoire de Guastalla (1659 - 1707), la plus jeune fille de son cousin, le duc de Guastalla, Ferdinand III de Guastalla.
Lorsque Ferdinand III meurt en 1678 sans héritier mâle, Guastalla, est temporairement régi par Charles III Ferdinand de Mantoue, duc de Mantoue et de Montferrat, qui épouse Anne-Isabelle de Guastalla, fille du duc Ferdinand III.
Vincent devient duc de Guastalla, en 1692.
Il hérite en 1707 de Bozzolo et Pomponesco, et en 1710 de Sabbioneta. Revenu dans son duché un court laps de temps après l'expulsion des français, le duc l'a trouvé complètement dévasté: le vieux trésor, et des chefs-d'œuvre de l'art ont disparu, pillé par les troupes; les archives de l'État ont été dispersées, le palais royal a été transformé en bivouac. Vincent ne savait pas où trouver les fonds pour reconstruire l'État. Sa famille lui a aussi causé des problèmes. Son cousin germain Charles III Ferdinand de Mantoue, duc de Mantoue et de Montferrat, n'ayant pas d'héritiers, il a menacé d'enlever ses enfants, craignant d'être évincé. Par peur de ces menaces, le duc a tenu sa progéniture enfermée dans un château gardé par des gardes armés. À la chute du duc de Mantoue, Ferdinand Charles, Vincent a demandé l'investiture du Duché de Mantoue, mais sans succès, les Habsbourg se l'étant approprié. À sa mort, le 28 avril 1714, à l'âge de 78 ans, et est remplacé par l'aîné de ses fils, Antoine-Ferdinand de Guastalla.

## Descendance
Vincent et Marie-Victoire ont 5 enfants :
- Éléonore Louise de Guastalla (1686 - 1742), mariée en 1709 à Francesco Maria de' Medici;
- Antoine-Ferdinand de Guastalla (1687 - 1729), duc de Guastalla, de 1714 à 1729, marié en premières noces avec Margherita Cesarini, puis à Théodora de Hesse-Darmstadt;
- Joseph-Marie de Guastalla (1690 - 1746), duc de Guastalla, à partir de 1729, il épouse Éléonore de Schleswig-Holstein-Sonderbourg-Wiesenbourg;
- Marie-Isabelle de Guastalla (1680-1726);
- Antonia (1685-1687).

Vincenzo a un homonyme, son oncle Vincent de Guastalla (1602-1694), fils de Ferdinand II de Guastalla, qui est vice-Roi de Catalogne à partir de 1664 à 1667 et vice-Roi de Sicile en 1678.
L'autre personnage important dans sa famille, est son cousin, Vespasien de Guastalla (1621-1687), qui est vice-roi de Valence, en 1663.